# John Mogens Arentoft
John Mogens Arentoft (27. februar 1923 på Rigshospitalet – 6. december 2010 i Aarhus) var en dansk søofficer, frihedskæmper og politiker.

## Militær karriere og modstandsaktivitet
Arentoft var søn af sagfører Marius Christian Nielsen Arentoft og hustru Daisy, født Meyer. Han blev kadetaspirant 1942 og blev efter overfaldet på det danske militær den 29. august 1943 interneret. Arentoft deltog efter endt internering i den af Søofficersskolen arrangerede kursusuddannelse. Fra 1944 til marts 1945 var han aktiv i modstandsbevægelsen, hvor han indgik i Holger Danskes studenter- og kadetgruppe. Fra marts til befrielsen maj 1945 var Arentoft til tjeneste for orlogskaptajn P.A. Mørch og siden i hjælpeflotillen under kommandørkaptajn F.C.S. Bangsbøll.
Han blev søkadet 1946 (med tilbagevirkende kraft fra 1. april 1944), søløjtnant II og søløjtnant I 1947, kaptajnløjtnant 1951 og orlogskaptajn 1958. Efter en periode som næstkommanderende ved Artilleriskolen Sjællands Odde blev han chef for Marinestation Møn og var tilknyttet Søværnets Operative Kommandos stab.
Fra 1967 fik han efter ansøgning afsked af linjen og stod i reserven til 1983. 12. februar 1979 modtog han Forsvarets Fortjensttegn for 25 års god tjeneste i Søværnets reserve og blev i 1982 Ridder af Dannebrog.

## Civil og politisk karriere
John M. Arentoft boede fra 1963 i Aarhus og var fra 1966 til 1969 undervisningsleder på Regnecentralen. I 1972 blev han selvstændig med undervisnings- og konsulentvirksomhed. Året efter blev han ved jordskredsvalget 1973 valgt ind i Folketinget for Fremskridtspartiet. På tinge var han medlem af Udenrigspolitisk Nævn, Forsvarsudvalget og Udenrigsudvalget. I 1984 forlod han Fremskridtspartiet og meldte sig ind i Det Konservative Folkeparti. I 1987 trådte han helt ud af politik. I sin tid i Folketinget var han i fire år medlem af Præsidiet. Derudover har han været formand for Dansk Koreansk Forening, Jyllands-afdelingen, og præsident i Dansk Taiwanesisk Forening.
1966-74 var han næstformand i Århus Officersforening, 1968-73 medlem af EDB-rådets læremiddeludvalg og fra 1974 medlem af Københavns Havnebestyrelse.
Han blev gift 21. juni 1947 i Hellerup Kirke med Lissi Margaretha Benedicte Hatting. Ægteskabet blev opløst, og i 1975 giftede han sig med Grace Langkilde Larsen.
Han er begravet på Vestre Kirkegård.